# Vauxhall and I
Vauxhall and I é o quarto álbum de estúdio lançado por Morrissey em 1994 e é geralmente considerado um dos seus melhores trabalhos tal como Your Arsenal. O seu lançamento cimentou o sucesso de Morrissey nos Estados Unidos da América, dando-lhe um álbum top 20 e o seu primeiro "hit single" com a canção "The More You Ignore Me, the Closer I Get".

## Lista de faixas
1. "Now My Heart Is Full" – 4:57
2. "Spring-Heeled Jim" – 3:47
3. "Billy Budd" – 2:08
4. "Hold on to Your Friends" – 4:02
5. "The More You Ignore Me, the Closer I Get" – 3:44
6. "Why Don't You Find Out for Yourself" – 3:20
7. "I Am Hated for Loving" – 3:41
8. "Lifeguard Sleeping, Girl Drowning" – 3:42
9. "Used to Be a Sweet Boy" – 2:49
10. "The Lazy Sunbathers" – 3:08
11. "Speedway" – 4:30

| Críticas profissionais        | Críticas profissionais |
| Avaliações da crítica         | Avaliações da crítica  |
| Fonte                         | Avaliação              |
| ----------------------------- | ---------------------- |
| AllMusic                      | [ 1 ]                  |
| Blender                       | [ 2 ]                  |
| Entertainment Weekly          | A−                     |
| Los Angeles Times             | [ 4 ]                  |
| NME                           | 8/10                   |
| Pitchfork                     | 7.8/10                 |
| Q                             | [ 7 ]                  |
| Rolling Stone                 | [ 8 ]                  |
| The Rolling Stone Album Guide | [ 9 ]                  |
| Select                        | 5/5                    |

## Créditos
- Morrissey – vocal
- Alain Whyte – guitarra
- Boz Boorer – guitarra
- Jonny Bridgwood – baixo
- Woodie Taylor – bateria

Técnica
- Greg Ross – direção de arte
- Dean Freeman – fotografia
- Chris Dickie – produção, engenharia de áudio
- Steve Lillywhite – produção
- Danton Supple – assistência de engenharia de aúdio